# Batalha de Batoche
A Batalha de Batoche foi uma batalha que ocorreu entre forças militares do Canadá e entre rebeldes métis, que resultou em uma vitória decisiva ao governo do Canadá, à rendição das tropas métis e à captura do líder métis, Louis Riel, bem como o colapso de seu governo provisório, na Rebelião de Saskatchewan. Foi a primeira demonstração de força das tropas militares do Canadá.